# Liste der Kulturdenkmäler in Schöneberg (Hofgeismar)
Die folgende Liste enthält die in der Denkmaltopographie ausgewiesenen Kulturdenkmäler auf dem Gebiet des Ortsteils Schöneberg der  Stadt Hofgeismar, Landkreis Kassel, Hessen.
Hinweis: Die Reihenfolge der Denkmäler in dieser Liste orientiert sich an der Anschrift, alternativ ist sie auch nach der Bezeichnung oder der Bauzeit sortierbar.
Kulturdenkmäler werden fortlaufend im Denkmalverzeichnis des Landes Hessen durch das Landesamt für Denkmalpflege Hessen auf Basis des Hessischen Denkmalschutzgesetzes (HDSchG) geführt. Die Schutzwürdigkeit eines Kulturdenkmals hängt nicht von der Eintragung in das Denkmalverzeichnis des Landes Hessen oder der Veröffentlichung in der Denkmaltopographie ab.

## Schöneberg (Hofgeismar)

### Gesamtanlage
| Bild                                     | Bezeichnung             | Lage                  | Beschreibung                                                                                                  | Bauzeit   | Daten |
| ---------------------------------------- | ----------------------- | --------------------- | --- | --------- | ----- |
| Bild gesucht BW                          | Gesamtanlage Schöneberg | Lage                  | Bremer Straße 3–33, 2–48; Hinterm Dorf 2–10; Triftstraße 1–2.                                                 |           |       |
|                                          |                         | Bremer Straße 2 Lage  | |           |       |
|                                          |                         | Bremer Straße 3 Lage  | |           |       |
|                                          |                         | Bremer Straße 6 Lage  | |           |       |
|                                          |                         | Bremer Straße 6 Lage  | |           |       |
|                                          |                         | Bremer Straße 6 Lage  | |           |       |
|                                          |                         | Bremer Straße 7 Lage  | |           |       |
|                                          |                         | Bremer Straße 8 Lage  | |           |       |
|                                          |                         | Bremer Straße 9 Lage  | |           |       |
|                                          |                         | Bremer Straße 10 Lage | |           |       |
| Hugenottenkirche Schöneberg (Hofgeismar) | Hugenottenkirche        | Bremer Straße 12 Lage | Fachwerkbau mit Haubendachreiter, Schwelle und Rähm durgehenden profiliert und französischer Portalinschrift. | 1705-1706 |       |
|                                          |                         | Bremer Straße 15 Lage | |           |       |
|                                          |                         | Bremer Straße 16 Lage | |           |       |
|                                          |                         | Bremer Straße 19 Lage | |           |       |
|                                          |                         | Bremer Straße 21 Lage | |           |       |
|                                          |                         | Bremer Straße 23 Lage | |           |       |
|                                          |                         | Bremer Straße 32 Lage | |           |       |
|                                          |                         | Bremer Straße 34 Lage | |           |       |
|                                          |                         | Bremer Straße 36 Lage | |           |       |
|                                          |                         | Bremer Straße 38 Lage | |           |       |
|                                          |                         | Bremer Straße 40 Lage | |           |       |
| Scheune                                  | Scheune                 | Bremer Straße 40 Lage | |           |       |
|                                          |                         | Bremer Straße 46 Lage | |           |       |
|                                          |                         | Bremer Straße 48 Lage | |           |       |
|                                          |                         | Hinterm Dorf 6 Lage   | |           |       |
|                                          |                         | Triftstraße 1 Lage    | |           |       |
|                                          |                         | Triftstraße 2 Lage    | |           |       |

Denkmäler der Gesamtanlage Schöneberg ohne eigenen Eintrag in der Topographie
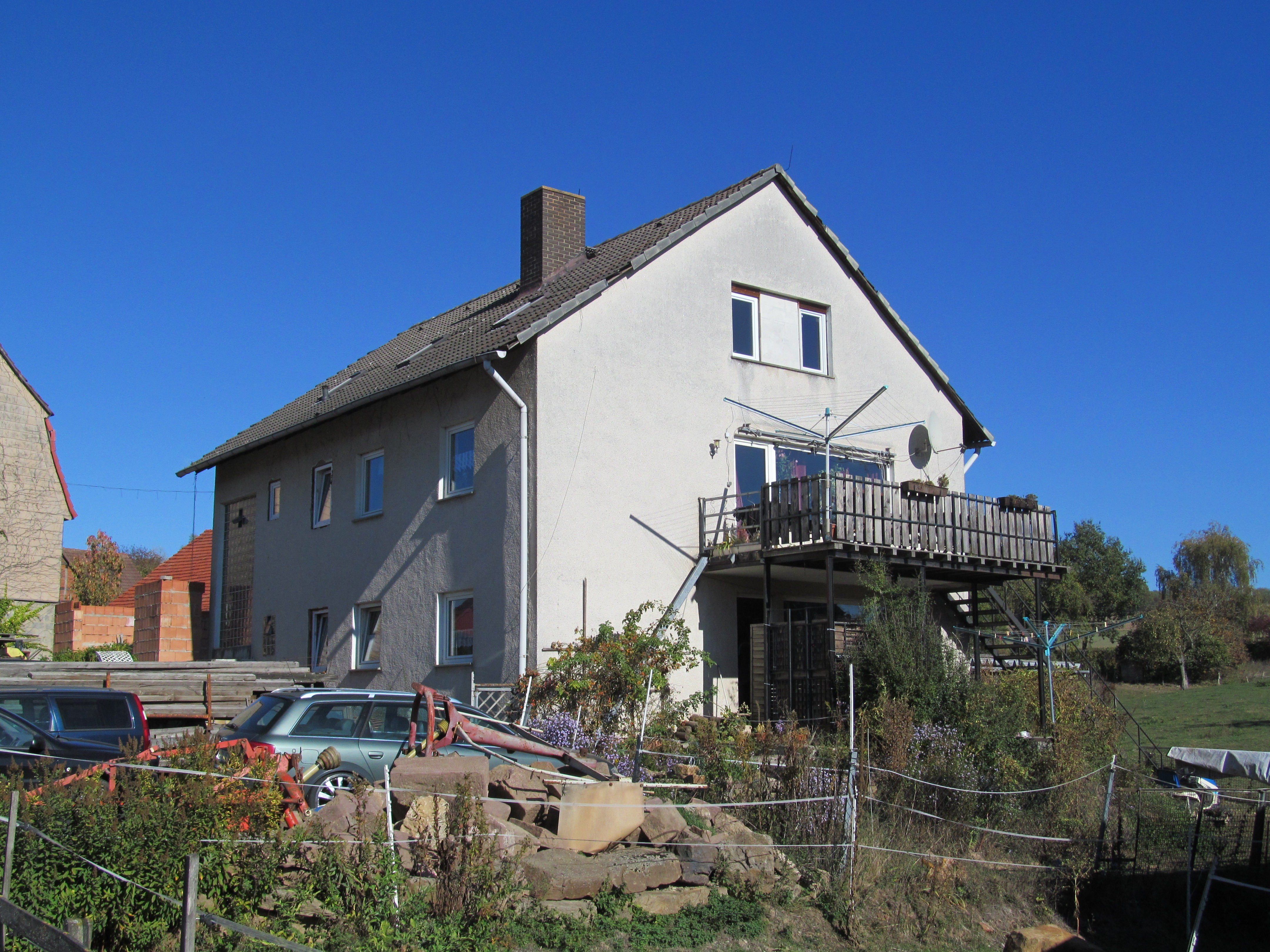
Bremer Straße 5
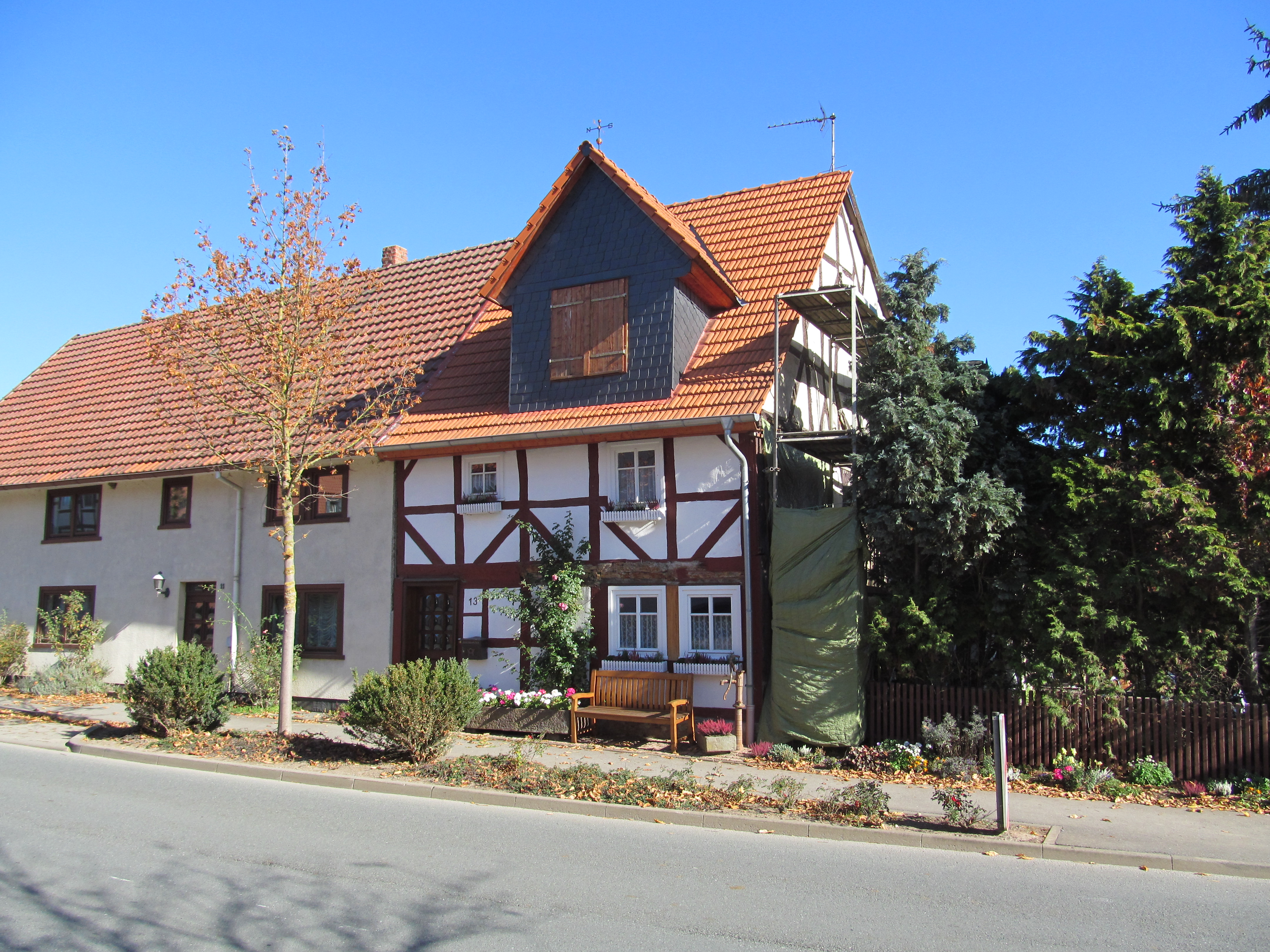
Bremer Straße 13
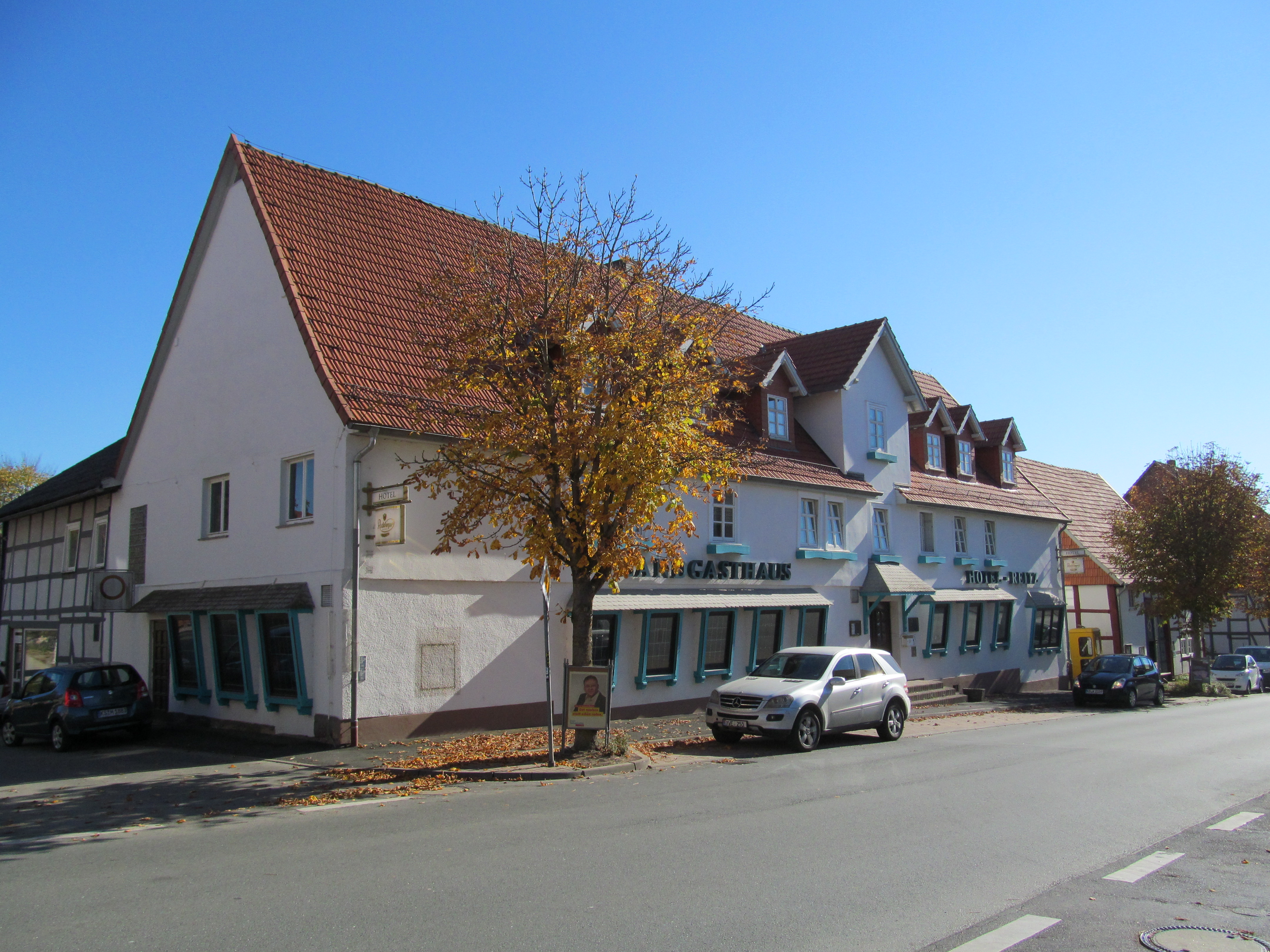
Bremer Straße 17
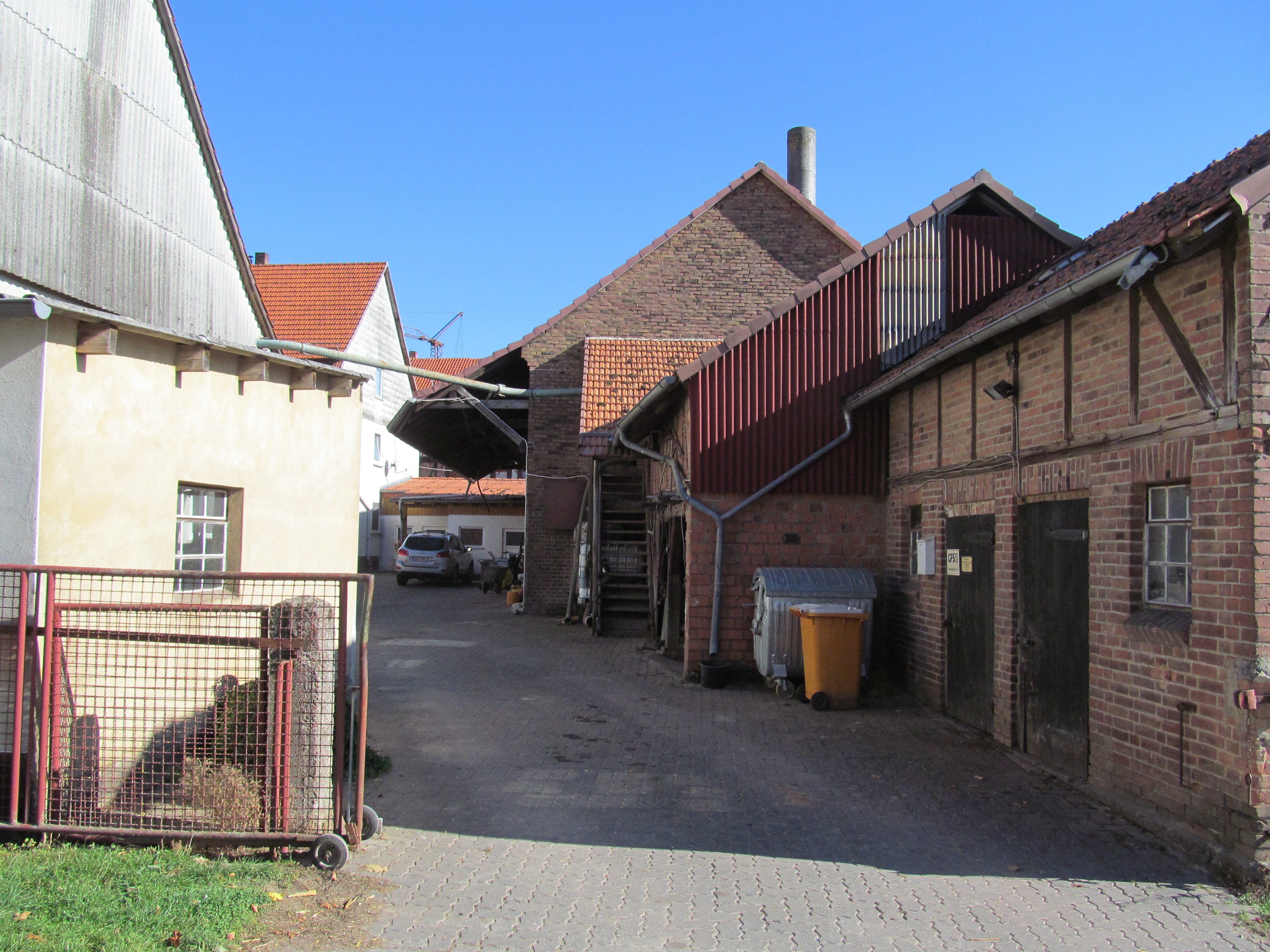
Bremer Straße 24
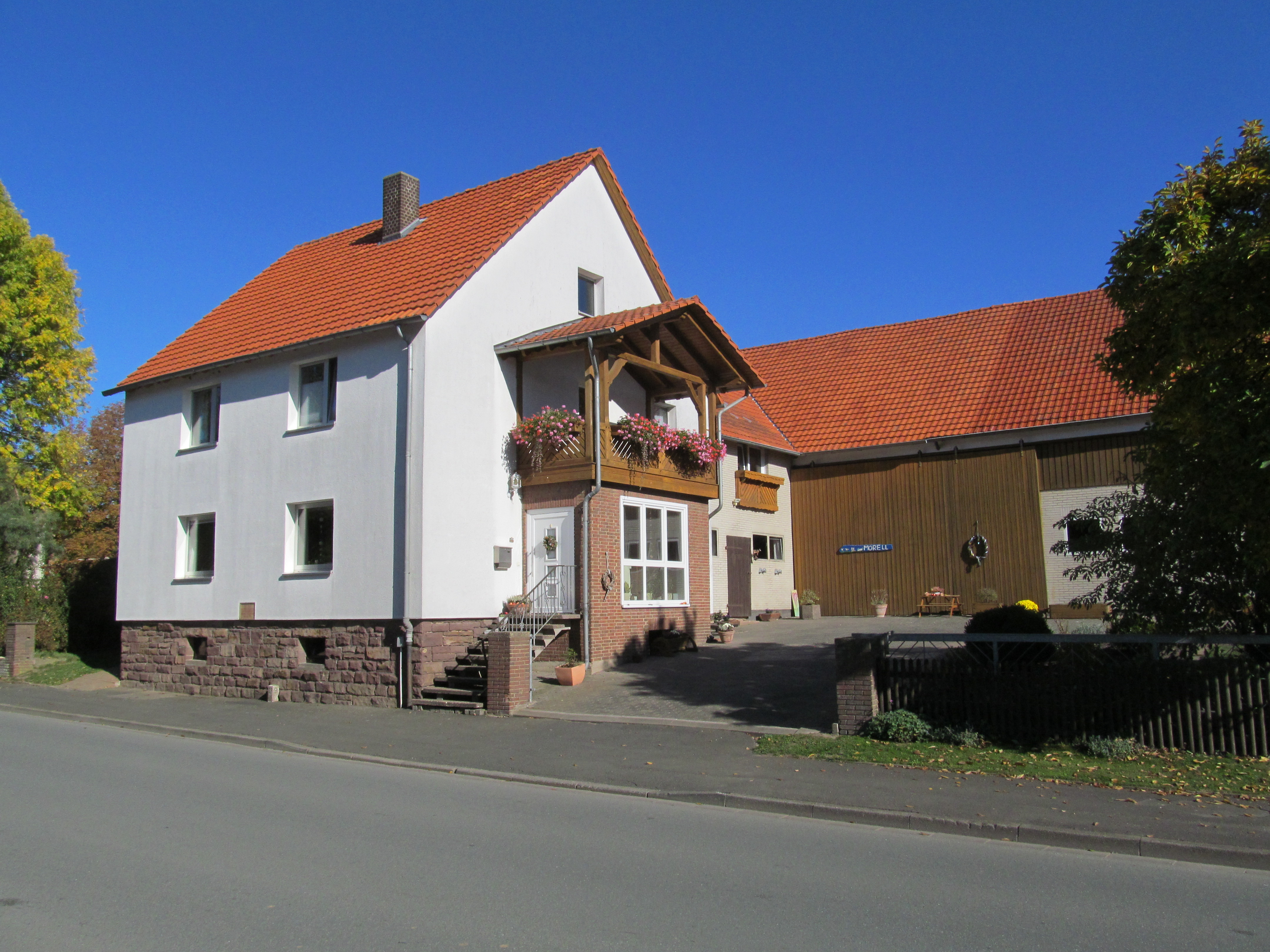
Bremer Straße 29
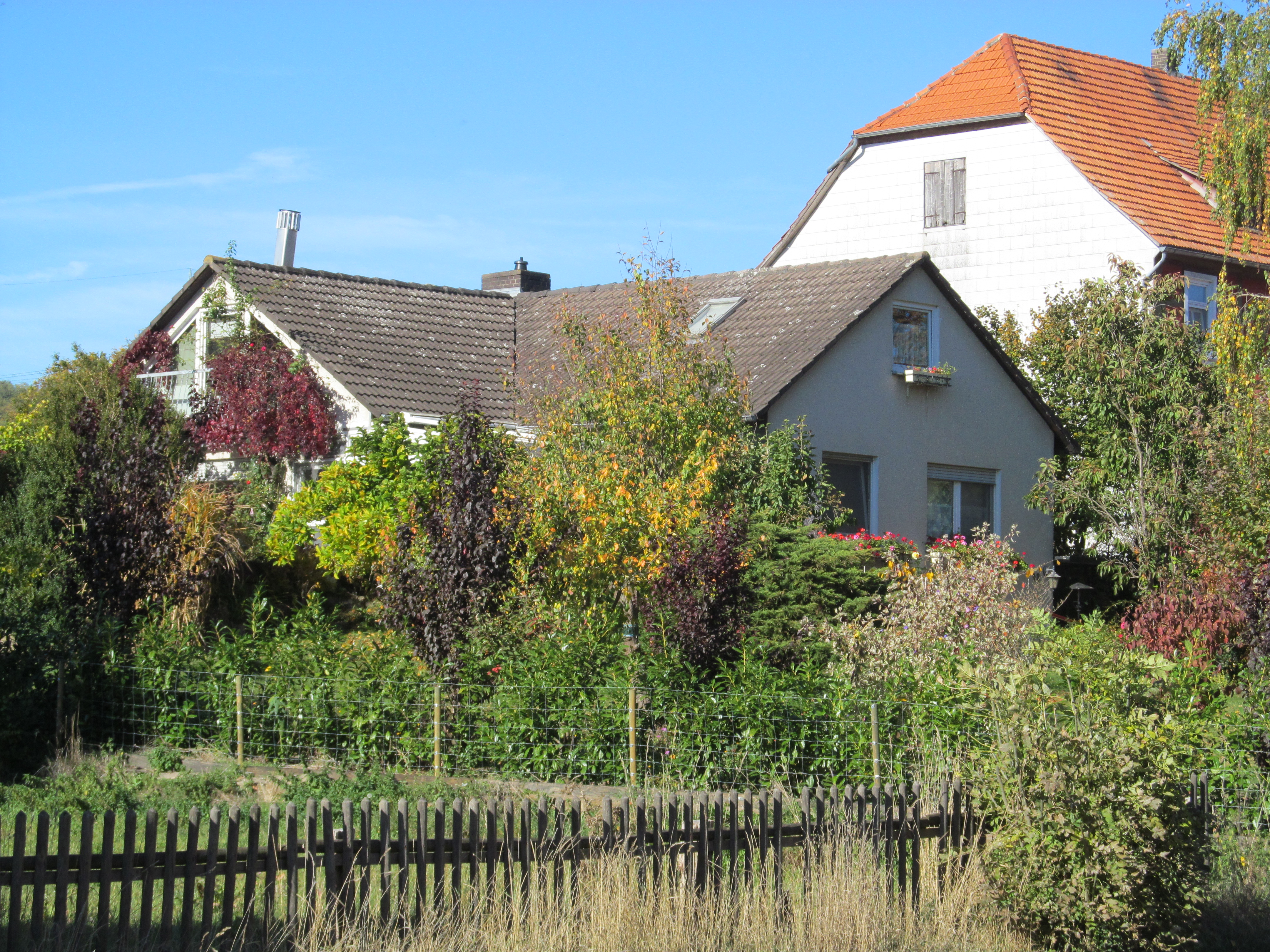
Bremer Straße 42

### Abgegangene Kulturdenkmäler
| Bild | Bezeichnung | Lage                  | Beschreibung | Bauzeit | Daten |
| ---- | ----------- | --------------------- | ------------ | ------- | ----- |
|      |             | Bremer Straße 44 Lage |              |         |       |

## Legende
- Bezeichnung: Nennt den Namen, die Bezeichnung oder die Art des Kulturdenkmals.
- Lage: Nennt den Straßennamen und wenn vorhanden die Hausnummer des Kulturdenkmals. Die Grundsortierung der Liste erfolgt nach dieser Adresse. Der Link „Karte“ führt zu verschiedenen Kartendarstellungen und nennt die Koordinaten des Kulturdenkmals.
- Datierung: Gibt die Datierung an; das Jahr der Fertigstellung bzw. den Zeitraum der Errichtung. Eine Sortierung nach Jahr ist möglich.
- Beschreibung: Nennt bauliche und geschichtliche Einzelheiten des Kulturdenkmals, vorzugsweise die Denkmaleigenschaften.
- Objekt-Nr: Gibt, sofern vorhanden, die vom Landesamt für Denkmalpflege vergebene Objekt-ID des Kulturdenkmals an.